# 59 Leonis
59 Leonis, som är stjärnans Flamsteed-beteckning, är en ensam stjärna, belägen i den södra delen av stjärnbilden Lejonet och har även Bayer-beteckningen c Leonis. Den har en skenbar magnitud av ca 4,98 och är svagt synlig för blotta ögat där ljusföroreningar ej förekommer. Baserat på parallaxmätning inom Hipparcosuppdraget enligt på ca 21,6 mas, beräknas den befinna sig på ett avstånd på ca 151 ljusår (ca 46 parsek) från solen. Den rör sig närmare solen med en heliocentrisk radialhastighet på ca -12 km/s.

## Egenskaper
59 Leonis är en vit till blå jättestjärna av spektralklass A5 III eller A6 IV  beroende på osäkerhet om tolkningen av stjärnans färg. Den har en massa som är ca 1,7 solmassor, en radie som är ca 2,3 solradier och utsänder från dess fotosfär ca 18 gånger mera energi än solen vid en effektiv temperatur av ca 8 300 K.